# Landkreis Donaueschingen
Der Landkreis Donaueschingen war ein Landkreis in Baden-Württemberg, der im Zuge der Kreisreform am 1. Januar 1973 aufgelöst wurde.

## Geographie

### Lage
Der Landkreis Donaueschingen lag im Südwesten Baden-Württembergs.
Geographisch hatte der Landkreis Donaueschingen Anteil an den Ausläufern des Schwarzwalds und der Schwäbischen Alb. Das mittlere Kreisgebiet zählte zur Landschaft Baar. Die Kreisstadt Donaueschingen lag etwa in der Mitte des Kreisgebiets.

### Nachbarkreise
Seine Nachbarkreise waren 1972 im Uhrzeigersinn beginnend im Norden Villingen, Tuttlingen, Stockach, Konstanz, Schaffhausen, Waldshut, Hochschwarzwald und Emmendingen.

## Geschichte
Das Gebiet des späteren Landkreises Donaueschingen gehörte vor 1800 zu verschiedenen Herrschaften, darunter das Fürstentum Fürstenberg. 1806 kam das Gebiet an Baden, das zunächst mehrere Ämter, darunter die Ämter bzw. Bezirksämter Blumberg, Bräunlingen, Hüfingen, Möhringen und Triberg, bildete, die sich im Laufe der Geschichte mehrmals veränderten bzw. teilweise aufgelöst wurden. Aus dem Amt Hüfingen ging 1844 das Bezirksamt Donaueschingen hervor, das zum Seekreis gehörte. Das Amt Triberg gehörte seinerzeit zum Oberrheinkreis. Ab 1864 gehörten beide im späteren Kreisgebiet noch bestehenden Bezirksämter zum Landeskommissärbezirk Konstanz. 1924 wurde das Bezirksamt Triberg aufgelöst, und einige Gemeinden kamen zum Bezirksamt Donaueschingen. 1936 kamen weitere Gemeinden zum Bezirksamt Donaueschingen, doch gab es auch einige Gemeinden ab, und 1939 erhielt dieses die Bezeichnung Landkreis Donaueschingen.
Nach der Bildung des Landes Baden-Württemberg 1952 gehörte der Landkreis Donaueschingen zum Regierungsbezirk Südbaden. Durch die Gemeindereform ab 1970 veränderte sich das Kreisgebiet in mehreren Fällen. Zunächst vereinigte sich am 1. Januar 1971 die Gemeinde Nordhalden im Landkreis Konstanz mit der Stadt Blumberg und wechselte so den Landkreis. Am 1. September 1971 wurden die Gemeinden Biesingen, Oberbaldingen und Öfingen, am 1. Januar 1972 die Gemeinden Hochemmingen und Sunthausen und am 1. April 1972 die Gemeinde Unterbaldingen mit der Stadt Bad Dürrheim im Landkreis Villingen vereinigt und verließen damit den Landkreis Donaueschingen. Am 1. April 1972 verließ die Gemeinde Tannheim ebenfalls den Landkreis Donaueschingen, als diese in die am 1. Januar 1972 neugebildete Stadt Villingen-Schwenningen eingegliedert wurde.
Mit Wirkung vom 1. Januar 1973 wurde der Landkreis Donaueschingen aufgelöst. Seine Gemeinden gingen überwiegend im neu gebildeten Schwarzwald-Baar-Kreis auf, der damit Rechtsnachfolger des Landkreises Donaueschingen wurde. Einige Gemeinden wurde dem vergrößerten Landkreis Tuttlingen angegliedert. Je eine Gemeinde kam zum Landkreis Breisgau-Hochschwarzwald und zum Landkreis Konstanz. Alle Landkreise gehören seitdem zum Regierungsbezirk Freiburg.

### Einwohnerentwicklung
Alle Einwohnerzahlen sind Volkszählungsergebnisse.
| Jahr               | Einwohner |
| ------------------ | --------- |
| 17. Mai 1939       | 51.169    |
| 13. September 1950 | 54.277    |

| Jahr         | Einwohner |
| ------------ | --------- |
| 6. Juni 1961 | 66.519    |
| 27. Mai 1970 | 76.165    |

## Politik

### Landrat
Die Oberamtmänner bzw. Landräte des Bezirksamts bzw. Landkreises Donaueschingen 1844–1972:
- 1844–1849: Karl Josef Leo
- 1849–1852: Johann Speer
- 1852–1854: August Wänker
- 1854–1854: Felix Behagel, Amtsverweser
- 1855–1861: Johann Nepomuk
- 1861–1866: Karl Haas
- 1866–1870: Carl Lang
- 1871–1877: Alexander Wallau
- 1877–1881: Richard Bensinger
- 1881–1887: Karl Heil
- 1887–1887: Julius Becker
- 1887–1888: Franz Weber
- 1888–1891: Albert Muth
- 1891–1896: Karl Krems
- 1896–1899: Moritz Seubert
- 1899–1900: Eduard Seldner
- 1901–1904: Otto Flad
- 1904–1913: Lukas Strauss
- 1914–1920: Alexander Schaible (ab 1914 von Georg Herrmann und ab 1918 von Theodor Leutwein vertreten)
- 1920–1922: Otto Weitzel
- 1922–1928: Gustav Wöhrle
- 1928–1933: Friedrich Pfaff
- 1933–1934: Johannes Duntze
- 1934–1937: Felix Becker
- 1937–1945: Rudolf Binz
- 1945–1945: Erwin Trippel (Amtsverweser)
- 1945–1945: Max Egon Prinz zu Fürstenberg
- 1945–1945: Fritz Mauthe
- 1945–1972: Robert Lienhart

### Wappen
Das Wappen des Landkreises Donaueschingen zeigte in einem von Blau und Gold gespaltenen Schild vorne drei goldene Ähren nebeneinander, hinten übereinander zwei schwarze Zahnräder. Das Wappen wurde vom Innenministerium Baden-Württemberg am 11. Juni 1956 verliehen.
Die Wappensymbole stehen für die Landwirtschaft und die Industrie im Kreisgebiet.

## Wirtschaft und Infrastruktur

### Verkehr
Durch das Kreisgebiet führte keine Bundesautobahn. Daher wurde der Kreis nur durch die Bundesstraße 31 und mehrere Kreisstraßen erschlossen.

## Gemeinden
Zum Landkreis Donaueschingen gehörten ab 1936 zunächst 59 Gemeinden, davon 8 Städte.
Am 7. März 1968 stellte der Landtag von Baden-Württemberg die Weichen für eine Gemeindereform. Mit dem Gesetz zur Stärkung der Verwaltungskraft kleinerer Gemeinden war es möglich, dass sich kleinere Gemeinden freiwillig zu größeren Gemeinden vereinigen konnten. Den Anfang im Landkreis Donaueschingen machte am 1. April 1970 die Gemeinde Sumpfohren, die sich mit der Stadt Hüfingen vereinigte. In der Folgezeit reduzierte sich die Zahl der Gemeinden stetig.
Am 1. Januar 1973 wurde der Landkreis Donaueschingen schließlich aufgelöst, er wurde zwischen dem Landkreis Tuttlingen und dem neuen Schwarzwald-Baar-Kreis aufgeteilt, außer Stetten und Unadingen, die sich mit Gemeinden anderer Landkreise vereinigten.
Die größte Gemeinde des Landkreises war die Kreisstadt Donaueschingen. Die kleinste Gemeinde war Mistelbrunn.
In der Tabelle stehen die Gemeinden des Landkreises Donaueschingen vor der Gemeindereform. Die Einwohnerangaben beziehen sich auf die Volkszählungsergebnisse in den Jahren 1961 und 1970.
| frühere Gemeinde           | heutige Gemeinde          | heutiger Landkreis       | Einwohner am 6. Juni 1961 | Einwohner am 27. Mai 1970 |
| -------------------------- | ------------------------- | ------------------------ | ------------------------- | ------------------------- |
| Aasen                      | Donaueschingen            | Schwarzwald-Baar-Kreis   | 760                       | 814                       |
| Achdorf                    | Blumberg                  | Schwarzwald-Baar-Kreis   | 452                       | 470                       |
| Aulfingen                  | Geisingen                 | Tuttlingen               | 492                       | 529                       |
| Behla                      | Hüfingen                  | Schwarzwald-Baar-Kreis   | 290                       | 310                       |
| Biesingen                  | Bad Dürrheim              | Schwarzwald-Baar-Kreis   | 359                       | 359                       |
| Blumberg, Stadt            | Blumberg                  | Schwarzwald-Baar-Kreis   | 5.883                     | 6.422                     |
| Bräunlingen, Stadt         | Bräunlingen               | Schwarzwald-Baar-Kreis   | 3.142                     | 4.062                     |
| Döggingen                  | Bräunlingen               | Schwarzwald-Baar-Kreis   | 810                       | 945                       |
| Donaueschingen, Stadt      | Donaueschingen            | Schwarzwald-Baar-Kreis   | 10.715                    | 11.648                    |
| Emmingen ab Egg            | Emmingen-Liptingen        | Tuttlingen               | 1.197                     | 1.588                     |
| Epfenhofen                 | Blumberg                  | Schwarzwald-Baar-Kreis   | 294                       | 412                       |
| Eßlingen                   | Tuttlingen                | Tuttlingen               | 260                       | 293                       |
| Fürstenberg, Stadt         | Hüfingen                  | Schwarzwald-Baar-Kreis   | 358                       | 362                       |
| Furtwangen, Stadt          | Furtwangen im Schwarzwald | Schwarzwald-Baar-Kreis   | 7.404                     | 8.592                     |
| Fützen                     | Blumberg                  | Schwarzwald-Baar-Kreis   | 758                       | 744                       |
| Geisingen, Stadt           | Geisingen                 | Tuttlingen               | 1.878                     | 2.895                     |
| Grüningen                  | Donaueschingen            | Schwarzwald-Baar-Kreis   | 387                       | 482                       |
| Gütenbach                  | Gütenbach                 | Schwarzwald-Baar-Kreis   | 1.506                     | 1.754                     |
| Gutmadingen                | Geisingen                 | Tuttlingen               | 682                       | 641                       |
| Hammereisenbach-Bregenbach | Vöhrenbach                | Schwarzwald-Baar-Kreis   | 481                       | 662                       |
| Hattingen                  | Immendingen               | Tuttlingen               | 585                       | 625                       |
| Hausen vor Wald            | Hüfingen                  | Schwarzwald-Baar-Kreis   | 342                       | 355                       |
| Heidenhofen                | Donaueschingen            | Schwarzwald-Baar-Kreis   | 197                       | 206                       |
| Hintschingen               | Immendingen               | Tuttlingen               | 230                       | 230                       |
| Hochemmingen               | Bad Dürrheim              | Schwarzwald-Baar-Kreis   | 453                       | 539                       |
| Hondingen                  | Blumberg                  | Schwarzwald-Baar-Kreis   | 450                       | 449                       |
| Hubertshofen               | Donaueschingen            | Schwarzwald-Baar-Kreis   | 221                       | 293                       |
| Hüfingen, Stadt            | Hüfingen                  | Schwarzwald-Baar-Kreis   | 3.441                     | 4.303                     |
| Immendingen                | Immendingen               | Tuttlingen               | 3.265                     | 3.371                     |
| Ippingen                   | Immendingen               | Tuttlingen               | 318                       | 367                       |
| Kirchen und Hausen1        | Geisingen                 | Tuttlingen               | 669                       | 904                       |
| Kommingen                  | Blumberg                  | Schwarzwald-Baar-Kreis   | 230                       | 261                       |
| Langenbach                 | Vöhrenbach                | Schwarzwald-Baar-Kreis   | 230                       | 284                       |
| Leipferdingen              | Geisingen                 | Tuttlingen               | 710                       | 733                       |
| Linach                     | Furtwangen im Schwarzwald | Schwarzwald-Baar-Kreis   | 170                       | 148                       |
| Mauenheim                  | Immendingen               | Tuttlingen               | 321                       | 354                       |
| Mistelbrunn                | Bräunlingen               | Schwarzwald-Baar-Kreis   | 64                        | 70                        |
| Möhringen, Stadt           | Tuttlingen                | Tuttlingen               | 2.576                     | 3.199                     |
| Mundelfingen               | Hüfingen                  | Schwarzwald-Baar-Kreis   | 640                       | 637                       |
| Neudingen                  | Donaueschingen            | Schwarzwald-Baar-Kreis   | 697                       | 721                       |
| Neukirch                   | Furtwangen im Schwarzwald | Schwarzwald-Baar-Kreis   | 799                       | 842                       |
| Oberbaldingen              | Bad Dürrheim              | Schwarzwald-Baar-Kreis   | 644                       | 655                       |
| Öfingen                    | Bad Dürrheim              | Schwarzwald-Baar-Kreis   | 647                       | 600                       |
| Pfohren                    | Donaueschingen            | Schwarzwald-Baar-Kreis   | 974                       | 1.097                     |
| Riedböhringen              | Blumberg                  | Schwarzwald-Baar-Kreis   | 723                       | 782                       |
| Riedöschingen              | Blumberg                  | Schwarzwald-Baar-Kreis   | 797                       | 847                       |
| Rohrbach im Schwarzwald    | Furtwangen im Schwarzwald | Schwarzwald-Baar-Kreis   | 386                       | 401                       |
| Schönenbach                | Furtwangen im Schwarzwald | Schwarzwald-Baar-Kreis   | 585                       | 745                       |
| Stetten                    | Engen                     | Konstanz                 | 245                       | 234                       |
| Sumpfohren                 | Hüfingen                  | Schwarzwald-Baar-Kreis   | 234                       | –                         |
| Sunthausen                 | Bad Dürrheim              | Schwarzwald-Baar-Kreis   | 556                       | 667                       |
| Tannheim                   | Villingen-Schwenningen    | Schwarzwald-Baar-Kreis   | 897                       | 1.062                     |
| Unadingen                  | Löffingen                 | Breisgau-Hochschwarzwald | 731                       | 837                       |
| Unterbaldingen             | Bad Dürrheim              | Schwarzwald-Baar-Kreis   | 494                       | 481                       |
| Unterbränd                 | Bräunlingen               | Schwarzwald-Baar-Kreis   | 172                       | 194                       |
| Vöhrenbach, Stadt          | Vöhrenbach                | Schwarzwald-Baar-Kreis   | 2.418                     | 3.000                     |
| Waldhausen                 | Bräunlingen               | Schwarzwald-Baar-Kreis   | 131                       | 134                       |
| Wolterdingen               | Donaueschingen            | Schwarzwald-Baar-Kreis   | 1.077                     | 1.175                     |
| Zimmern                    | Immendingen               | Tuttlingen               | 326                       | 379                       |

Fußnote:
1 „Kirchen und Hausen“ wurde 1961 in „Kirchen-Hausen“ umbenannt

## Kfz-Kennzeichen
Am 1. Juli 1956 wurde dem Landkreis bei der Einführung der bis heute gültigen Kfz-Kennzeichen das Unterscheidungszeichen DS zugewiesen. Es wurde bis zum 31. Dezember 1972 ausgegeben.
Ab dem 16. September 2024 wird im Rahmen der Kennzeichenliberalisierung das Unterscheidungszeichen DS im Schwarzwald-Baar-Kreis wieder ausgegeben.